# Universiade d'hiver de 1962
Navigation
Édition précédente Édition suivante
La 2e édition de l’Universiade d'hiver, compétition internationale universitaire multi-sports, s’est déroulée du 6 au 12 mars 1962 à Villars, en Suisse. Au total, 332 athlètes issus de 23 nations ont pris part aux différentes épreuves réparties dans 6 sports.

## Tableau des médailles
| Rang | Pays                 | Médaille d'or | Médaille d'argent | Médaille de bronze | Total |
| 1    | Allemagne de l'Ouest | 5             | 1                 | 1                  | 7     |
| 2    | Union soviétique     | 2             | 3                 | 1                  | 6     |
| 3    | France               | 2             | 2                 | 3                  | 7     |
| 4    | Japon                | 2             | 1                 | 3                  | 6     |
| 5    | Tchécoslovaquie      | 1             | 1                 | 0                  | 2     |
| 6    | Autriche             | 0             | 2                 | 3                  | 5     |
| 7    | Norvège              | 0             | 1                 | 0                  | 1     |
| 7    | Finlande             | 0             | 1                 | 0                  | 1     |
| 9    | Hongrie              | 0             | 0                 | 1                  | 1     |
| 9    | Suède                | 0             | 0                 | 1                  | 1     |